# Statthalter
Ein Statthalter ist ursprünglich ein Verwalter für eine bestimmte Region, der stellvertretend für einen (anstatt eines) Vorgesetzten (z. B. König, Kaiser, Präsident und so weiter) Verwaltungsaufgaben in seinem Verwaltungsbezirk übernimmt. Das zusammengesetzte Wort (Kompositum) Statt-halter ist eine Lehnübersetzung von lateinisch locum tenens (von locus „Platz, Statt, Ort“ und tenere „halten“). Hauptanlass für die Einsetzung von Statthaltern war die Notwendigkeit, weit auseinanderliegende Territorien effektiv zu verwalten und dazu Personen mit weitreichenden Regierungsvollmachten zu bestellen.
Dabei kann ein Statthalter sowohl eng an die Weisungen seines Vorgesetzten gebunden sein, als auch (bei schwacher Zentralgewalt) relative oder sogar völlige Selbständigkeit erlangen. Oft werden Statthalter auch als Gouverneure bezeichnet. Auch der französische Begriff Lieutenant (lieu + tenant) entspricht wörtlich dem Begriff Statthalter (vgl. Leutnant). Als Statthalter konnte auch ein in Abwesenheit des Monarchen, des rechtskräftigen Landesherrn, amtierender Regent bezeichnet werden. Die Funktion früherer Statthalter entspricht der von Regenten oder Gouverneuren.

## Antike

### Hellenismus und Perserreich
Das Prinzip der Statthalter war bereits in großen antiken Flächenstaaten vorhanden, wofür das Reich Alexanders des Großen und Satrapen im Perserreich Beispiele sind.

### Römisches Reich
Im Römischen Reich gab es Beamte mit Statthalterfunktionen bereits in der Zeit der Republik. In der Kaiserzeit wurde dieses System komplexer. Bezeichnungen für Statthalter im Römischen Reich waren zu unterschiedlichen Zeiten unter anderem proconsul, legatus Augusti pro praetore, praefectus, procurator, praeses sowie vicarius (als Verwalter einer spätrömischen Dioecesis).
In der Bibel werden die Amtszeiten römischer Statthalter (Präfekten oder Prokuratoren) gelegentlich als Datierungshinweise genannt. Jesu Geburtsjahr (Quirinius Statthalter in Syrien) und Todesjahr (Pontius Pilatus Statthalter der Provinz Judäa) werden auf diese Weise zeitlich eingeordnet.

## Frühe Neuzeit

### Heiliges Römisches Reich
Die Statthalterwürde wurde dem sächsischen Kurfürsten Friedrich III. vom König Maximilian I. am 8. August 1507 auf dem Reichstag zu Konstanz übertragen und galt für die Zeit der Abwesenheit des Königs vom Reich. Sie erscheint in Sachsen erstmals ab 1507 auf den Locumtenenstalern (Vikariatsmünzen) des sächsischen Kurfürsten in Form von „Imperique locumtenens generalis“ (lat. für Reichsgeneralstatthalter). Nachdem Maximilian von seiner am 4. Februar 1508 in Trient erfolgten Wahl zum römischen Kaiser zurückgekehrt war, erlosch sein Amt als permanenter Vertreter des Königs. Ihm wurde aber ehrenhalber gestattet, den Titel des Reichsgeneralstatthalters bis zum Tod Kaiser Maximilians I. (1519) weiterhin zu führen.

### Brandenburg
Lippold von Bredow war Statthalter in der Mark Brandenburg. Im Mai 1470 wurden Johann Cicero, der Bischof von Brandenburg Dietrich IV., der Bischof von Lebus Friedrich II. und acht weitere Personen nach Abdankung des Kurfürsten Friedrich II. im Frühjahr 1470 zu Statthaltern der Mark Brandenburg für den Markgrafen und ab Oktober 1470 neuen Kurfürsten Albrecht Achilles, der sich in Geschäften auf der Plassenburg im fränkischen Kulmbach aufhielt, ernannt, solange dieser nicht im Land war.

### Hessen
Die Landgrafen von Hessen setzten in ihren beiden Landesteilen jeweils einen Statthalter ein, den für Niederhessen in Kassel, den für das sogenannte Land an der Lahn in Marburg.

### Niederlande
Siehe auch Liste der Statthalter in den Niederlanden
In der Republik der Vereinigten Niederlande (1581–1795) war der Statthalter (Stadhouder) der oberste Staatsbeamte der einzelnen Provinzen. Diese Bezeichnung war bereits unter burgundischer und spanisch-habsburgischer Herrschaft entstanden, als die gesamten Niederlande von einem Oberstatthalter oder Landvogt und die einzelnen Provinzen durch Statthalter der burgundischen Herzöge bzw. der Könige von Spanien regiert wurden.
Nachdem die Niederlande im Achtzigjährigen Krieg die Unabhängigkeit von Spanien erkämpft hatten, war der Statthalter nicht mehr Stellvertreter eines Monarchen, sondern der Ständeversammlungen einzelner der sieben Provinzen (Provinciale Staten), später der gesamten Republik, der Staten-Generaal. Die Kompetenzen der Statthalter unterschieden sich von Provinz zu Provinz, und die Stellung des Generalstatthalters waren nicht klar definiert. Einerseits war er „nur“ ein Beamter der Provinzial- oder der Generalstaaten, andererseits behauptete er einige der früheren Vorrechte des Monarchen. Es gab also in den damaligen Niederlanden abgesehen von den Generalstaaten keine klar definierte Bundesautorität, wie z. B. einen Präsidenten. Aber je nach Fähigkeiten und Prestige konnte der Generalstatthalter dennoch bestimmenden Einfluss auf die Politik der Republik gewinnen. Da die wohlhabendste und bevölkerungsreichste Provinz, Holland, ein erhebliches Übergewicht gegenüber allen anderen besaß, fiel ihrem Vertreter, dem Statthalter oder dem Ratspensionär, eine entsprechend große Autorität zu. So hatte er üblicherweise den Oberbefehl über Armee und Flotte inne. Dank ihres innenpolitischen Gewichts und mithilfe ihrer Unterstützer, der Orangisten, konnten die Fürsten aus dem Haus Oranien-Nassau die Statthalterschaft mehrerer Provinzen auf sich vereinen und so eine überragende, mitunter königsgleiche Machtstellung behaupten.
Der Statthalter ernannte die wichtigsten Beamten, auch die Vorsitzenden der Gerichtshöfe, hatte ein beschränktes Begnadigungsrecht, wählte die Mitglieder der städtischen Räte (Vroedschappen), meist aus den ihm von diesen Räten selbst vorgeschlagenen Männern. In außerordentlichen Fällen konnte er einen neuen Rat einsetzen. Dadurch konnte er indirekten, aber durchaus erheblichen Einfluss auf die Innenpolitik gewinnen. Nach der Utrechter Union 1579 war der Statthalter auch Schiedsrichter der Streitigkeiten der Provinzen untereinander. Auch die Truppen und die Flotte standen unter seinem Befehl.
Bei der Erhebung Wilhelms III. 1672 wurde die Erbstatthalterschaft in der männlichen Linie eingeführt und deren Befugnisse bedeutend erweitert. Die Ämter der Führer von Armee und Flotte waren weiterhin nicht erblich, aber nur der Statthalter konnte zur Wahl vorgeschlagen werden. In den 1780er Jahren versuchten die Patriotten, den Statthalter zu entmachten. Der preußische Einmarsch in die Niederlande hinderte sie 1787 vorerst daran.

### Sachsen-Polen
Zur Zeit der Personalunion Sachsen-Polen setzte August der Starke Anton Egon von Fürstenberg-Heiligenberg als Statthalter im Kurfürstentum Sachsen ein (1697–1716).

### Schleswig-Holstein
Schleswig-Holstein war seit dem Mittelalter ein Flickenteppich von Ämtern, die zum Teil durch die Gottorfer Herzöge, zum Teil durch das dänische Königshaus regiert wurden. Die dänischen Könige setzten für ihre Anteile die Statthalter als höchste Verwaltungsbeamte ein.

## Moderne

### Österreich
Die Bezeichnung Statthalter für einen Vertreter des Monarchen und seiner Regierung wurde in der Habsburgermonarchie lange Zeit nur selten verwendet. 1849 ersetzte sie den Titel Gouverneur. 1861 erließ Kaiser Franz Joseph I. ein Staatsgrundgesetz, das später als Februarpatent bezeichnet wurde, um es von anderen Verfassungstexten leicht unterscheiden zu können. In den diesem Gesetz beiliegenden Landesordnungen für die einzelnen Kronländer wird der Statthalter als bestehendes Staatsorgan mit seinen Rechten gegenüber dem Landtag genannt, aber nicht mit allen seinen Kompetenzen definiert.
1868 erfolgte für Cisleithanien, beschlossen vom Reichsrat auf Antrag der Bürgerministerium genannten k.k. Regierung, eine präzise gesetzliche Festlegung.
Es wurde bestimmt, dass die Vertreter der kaiserlichen Zentralgewalt, die Landeschefs, in der Mehrzahl der Kronländer Statthalter heißen (so dass sich dieser Titel in Öffentlichkeit und Literatur für alle Kronländer durchsetzte); der Statthalter war Vorsteher der Statthalterei.
K.k. Statthalter wurden bis 1918 vom Kaiser berufen für die Kronländer
- Königreich Böhmen,
- Königreich Galizien und Lodomerien,
- Erzherzogtum Österreich unter der Enns,
- Erzherzogtum Österreich ob der Enns,
- Markgrafschaft Mähren,
- Gefürstete Grafschaft Tirol,
- Land Vorarlberg,
- Herzogtum Steiermark,
- Gefürstete Grafschaft Görz und Gradisca,
- Reichsunmittelbare Stadt Triest mit ihrem Gebiet,
- Markgrafschaft Istrien.

Für die letztgenannten drei Kronländer bestand eine gemeinsame (küstenländische) Statthalterei in Triest. In den Kronländern Salzburg, Kärnten, Herzogtum Krain, Österreichisch-Schlesien und Bukowina führte der vom Kaiser ernannte Landeschef den Titel Landespräsident und leitete eine Landesregierung. Der Funktionsumfang war aber der gleiche wie bei Statthaltern.
Der Kaiser war jederzeit frei darin, einen Statthalter zu ernennen bzw. zu entlassen. Der jeweilige k.k. Ministerpräsident konnte den Kaiser dabei beraten. Die Statthalterbestellung unterlag nur insoweit parlamentarischer Kontrolle, als der Ministerpräsident im Reichsrat dazu befragt werden konnte. Mitspracherecht kam dem Parlament nicht zu, da der Statthalter wie die k. k. Regierung im Namen des Kaisers amtierte. Das Amt des Statthalters wurde in Deutschösterreich mit Gesetz vom 14. November 1918, kundgemacht und in Kraft getreten am 20. November 1918, abgeschafft (siehe Landeschef (Österreich-Ungarn)).
Nach dem Ende der Monarchie wurde die Zweigleisigkeit in der Verwaltung zwischen Statthalter und Landeshauptmann abgeschafft, der Posten des Statthalters gestrichen und dem Landeshauptmann ein Stellvertreter zur Seite gestellt. In Vorarlberg wurde hingegen der Titel des Landeshauptmannstellvertreters am 30. Juli 1923 durch den des Landesstatthalters ersetzt und bezeichnet bis heute den Landeshauptmannstellvertreter. Während der austrofaschistischen Diktatur unter den Bundeskanzlern Engelbert Dollfuß und Kurt Schuschnigg wurde mit der Maiverfassung das Amt des Statthalters bundesweit für den stellvertretenden Landeshauptmann eingeführt. Nach Wiederherstellung der Republik Österreich nach 1945 kehrten alle Bundesländer bis auf Vorarlberg zur ursprünglichen Bezeichnung Landeshauptmannstellvertreter zurück.

### Schweiz
In einigen Kantonen der Schweiz heissen die Vertreter der Kantonsregierung in den Bezirken Statthalter oder Regierungsstatthalter. Im Kanton Freiburg wird diese Funktion Oberamtmann genannt. Die Zuständigkeiten variieren. Im Kanton Zürich etwa präsidieren sie die Bezirksräte, vollziehen das Übertretungsstrafrecht und beaufsichtigen die Polizei, die Feuerwehr und die Feuerpolizei; im Kanton Basel-Landschaft ist das Statthalteramt die Verwaltungsbehörde in jedem Bezirk.
In anderen Kantonen (wie Aargau, Obwalden, Nidwalden und Schwyz, früher auch in Luzern) ist der Statthalter, Landstatthalter oder Landesstatthalter der Stellvertreter des Regierungspräsidenten (Vorsitzenden der Kantonsregierung).
Im Kanton Basel-Stadt trägt der Vizepräsident des Grossen Rates (Kantonsparlament) den Titel Statthalter.
Die übliche weibliche Bezeichnung ist bislang weiterhin Frau Statthalter, zunehmend aber auch Statthalterin.

### Mecklenburg und Vorpommern

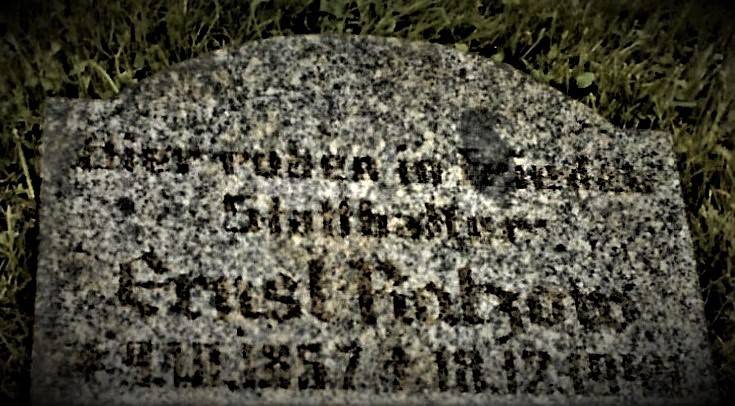
Statthalter, Berufsbezeichnung von E. Ratzow in Cölpin (1857–1941)

In Mecklenburg und Vorpommer galt der Begriff des Statthalters für die Funktion eines Vertreters des Inspektors eines Gutsbesitzers. Der Statthalter vertrat den Inspektor, ihm war die Technologie des Gutes übertragen. Er organisierte die Arbeit der Pferdemeister, Hofmeister, Bodenmeister, der Gespannführer, Kutscher, Vorknechte, Vorschnitter und Landarbeiter.
Der Statthalter teilte die Arbeit ein und kontrollierte deren Durchführung. Dem Inspektor waren von Verwalter eines Gutes der Statthalter, die Melkmeister, Schweizer, Schäfermeister, Schweinemeister, Gärtnermeister, Schmiede, Stellmacher und Müller unterstellt. Der Statthalter erhielt bestimmte Sondervergünstigungen durch seinen Gutsherren. Mit den Bodenreformen nach 1945 im Osten Deutschlands wurde der Statthalter durch andere Organisationsverfahren ersetzt.

### Großherzogtum Posen
Mit dem mehrheitlich von Polen bewohnten Großherzogtum Posen schuf der Wiener Kongress einen mehrheitlich von Polen bewohnten Satellitenstaat Preußens außerhalb des Deutschen Bundes. Antoni Henryk Radziwiłł wurde 1815 zu dessen Statthalter ernannt, auch erhielt er den Rang eines Generalleutnants und später eines Staatsrats. Seinen Amtssitz hatte er im ehemaligen Posener Jesuitenkollegium. Im Namen des Königs nahm er die Huldigung von 700 Vertretern von Adel, Geistlichkeit, Beamten und Bauern entgegen. Als seine Aufgabe sah er an, die Polen mit Preußen zu versöhnen und an die Hohenzollern-Dynastie zu binden, wogegen die Polen vor allem Selbstverwaltung anstrebten. Der Statthalter hatte nur repräsentative und beratende Funktion: Er präsidierte die Zusammenkünfte der Regierungen von Posen und Bromberg und konnte gegen Beschlüsse, welche die polnische Bevölkerungsmehrheit betrafen, sein Veto einlegen, wobei der endgültige Beschluss beim König lag. Seine Beziehungen zum ersten Oberpräsidenten der Provinz, Joseph von Zerboni di Sposetti, gestalteten sich gut, verfeindet war er dagegen mit General Friedrich Erhardt von Röder, dem die preußischen Truppen im Großherzogtum unterstanden. Für die Polen tat er viel: Er intervenierte stets bei der Ernennung höherer Beamten und Geistlichen, unterstützte die Petitionen des Posener Landtags und half aufstrebenden Talenten. Er wurde für seine Kultur, Höflichkeit und Menschenbehandlung geschätzt. Seine Frau war den Polen wohlgeneigt und in der Wohltätigkeit engagiert. Sie half oft durch ihre Kontakte zum Berliner Hof und zu Kanzler Hardenberg, mit dem sie jahrelang korrespondierte, antipolnische Maßnahmen der preußischen Beamtenschaft rückgängig zu machen. Alles in allem wird Radziwiłł in Polen aber als schwacher und unselbständiger Politiker gesehen. 1831 hob Friedrich Wilhelm III. die Posener Statthalterschaft auf.

### Deutsches Reich

#### Elsass-Lothringen

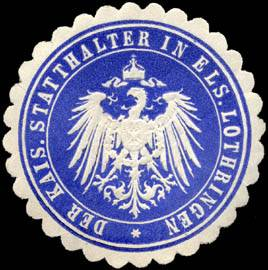
Siegelmarke Der Kaiserliche Statthalter in Elsass Lothringen

Nach der Bildung des Reichslandes Elsass-Lothringen, 1871, übte dort der Deutsche Kaiser die Staatsgewalt aus. Durch Reichsgesetz vom 4. Juli 1879 betreffend die Verwaltung Elsass-Lothringens übertrug der Kaiser die landesherrlichen Befugnisse auf einen Statthalter, den er ernannte und abberufen konnte. Der Kaiserliche Statthalter residierte in Straßburg.